# Kanton Cusset-Sud
Kanton Cusset-Sud (fr. Canton de Cusset-Sud) je francouzský kanton v departementu Allier v regionu Auvergne. Tvoří ho osm obcí.

## Obce kantonu
- Abrest
- Busset
- La Chapelle
- Cusset (jižní část)
- Mariol
- Molles
- Saint-Yorre
- Le Vernet